# Villa San Francisco
Ne doit pas être confondu avec Villa de San Francisco.
La villa San Francisco est une résidence d'artistes située à San Francisco consacrée aux arts et au numérique.
La villa San Francisco a été inaugurée le 25 août 2020 et s'inspire du modèle de la Villa Médicis à Rome ou de la Villa Kujoyama à Kyoto . En 2021, elle est intégrée au programme de la Villa Albertine.